# Diòscor II d'Alexandria
Diòscor II d'Alexandria va ser Patriarca Copte d'Alexandria els anys 516 i 517.
Va ser escollit patriarca després de la mort del seu predecessor, Joan III. Quan va prendre possessió del càrrec, el primer que va fer va ser escriure una epístola a Sever, patriarca d'Antioquia, sobre la Santíssima Trinitat i l'Encarnació, seguint la creença monofisista. El papa Diòscor va fer llegir la resposta de Sever des del púlpit. L'Església Ortodoxa Copta el considera sant.